# Trzęsienie ziemi w Kostaryce (2009)
Trzęsienie ziemi w Kostaryce – trzęsienie ziemi, które 8 stycznia 2009, o godzinie 1:24:34 (czasu lokalnego) nawiedziło Kostarykę. Wstrząsy osiągnęły 6,1 stopni w skali Richtera. Epicentrum znajdowało się w północnej Kostaryce, 30 km na północny zachód od San José Trzęsienie było odczuwalne w całej Kostaryce oraz w południowej i centralnej części Nikaragui.
Trzęsienie ziemi spowodowało śmierć 34 osób, w tym co najmniej trojga dzieci; 64 osoby zostały uznane za zaginione, a co najmniej 91 zostało rannych. Wiele hoteli, domów, dróg i pojazdów zostało uszkodzonych jak również parę mostów uległo zniszczeniu. W mieście Cinchona wszystkie budynki były w znacznym stopniu uszkodzone.
Kostarykański Czerwony Krzyż wysłał około 400 pracowników do pomocy oraz cztery helikoptery, które ułatwiały dostarczenie pomocy. Ponadto również Stany Zjednoczone i Kolumbia wysłały śmigłowce w celu wsparcia wysiłków w niesieniu pomocy.
Około 2000 wstrząsów wtórnych było odczuwanych w całej Kostaryce.